# Leandro do Bonfim
Leandro do Bonfim (Salvador, Bahía, 8 de enero de 1984) es un futbolista brasileño. Juega de mediocampista y su actual equipo es la Audax Rio de Brasil.

## Clubes
| Club          | País         | Año       |
| ------------- | ------------ | --------- |
| Vitória       | Brasil       | 2001-2002 |
| PSV Eindhoven | Países Bajos | 2002-2005 |
| FC Porto      | Portugal     | 2005      |
| São Paulo     | Brasil       | 2005      |
| Cruzeiro      | Brasil       | 2006      |
| Nacional      | Portugal     | 2006      |
| Palmeiras     | Brasil       | 2007      |
| Vasco da Gama | Brasil       | 2007-2008 |
| Fluminense    | Brasil       | 2009      |
| EC Bahia      | Brasil       | 2010      |
| Avaí FC       | Brasil       | 2010      |
| Audax Rio     | Brasil       | 2013-     |

## Palmarés

### Campeonatos nacionales
| Título             | Club          | País         | Año  |
| ------------------ | ------------- | ------------ | ---- |
| Eredivisie         | PSV Eindhoven | Países Bajos | 2003 |
| Supercopa          | PSV Eindhoven | Países Bajos | 2003 |
| Eredivisie         | PSV Eindhoven | Países Bajos | 2005 |
| Campeonato Mineiro | Cruzeiro      | Brasil       | 2006 |

### Copas internacionales
| Título              | Equipo              | País   | Año  |
| ------------------- | ------------------- | ------ | ---- |
| Sudamericano Sub-17 | Selección brasileña | Perú   | 2001 |
| Mundial de Clubes   | São Paulo           | Brasil | 2005 |